# Vilenica (špilja)
Vilenica je jedna od najstarijih turističkih špilja na svijetu. Nalazi se na cesti Sežana – Lokev u Sloveniji.
Špilja se prvi put spominje 1633., kada je vlasnik špilje grof Petač dao špilju na upravljanje župi Lokev, koja je mogla raspolagati svim prihodima od špilje, tako da mještani smatraju da je njihov špiljski turizam aktivan već skoro 400 godina.
Špilju je 1778., posjetio poznati prirodoslovac Balthasar Hacquet, a također su očuvani podaci o više kraljevskih posjeta: kralja Ferdinanda Napulja i Sicilije (1790.), cara Leopolda II. (1790. i 1791.), cara Franje I. (1816.), saksonskoga kralja Frederika II. (1836.), itd.
Do sredine 19. stoljeća, Vilenica je imala ugled najljepše, najveće i najposjećenije od svih krških špilja. O špilji od 1963. godine, brine Speleološko društvo iz Sežane. Članovi Društva su u svoje slobodno vrijeme postupno obnovili i instalirati električnu rasvjetu. Za posjetitelje Vilenice uređene su i osvijetljene staze u dužini od 450 m.
Špilja je dobila ime po vilama. Otkriveni su arheološki ostaci iz razdoblja između mlađeg kamenog doba i brončanog doba.
Godine 1980. počele su se organizirati večeri slovenskih pisaca, od 1986. godine pa nadalje međunarodni književni festival Vilenica okuplja pjesnike i pisce iz cijele Europe. 